# 好棒棒天團
好棒棒天團是DHX Media為了卡通頻道 和 Teietoon 製作的动画系列。该系列是关于四个孩子一邊與邪惡的外星病毒對戰，一邊應付中學生活的故事。它第一次首映是2015年11月2日在英國的卡通頻道 。 好棒棒天團是由 Scott Fellows創建。2018年1月11日宣布第二季将在Family Channel和卡通頻道播出。

## 情节
13岁的好朋友博愛、科科、阿蟑和泰嗨不仅需要應付他們的中學生活，還必須與邪惡的外星病毒作戰，避免它摧毁他们和整个世界。

## 人物

### 好棒棒天團
四位康柏中學的學生意外發現可以給他們驚人力量的戰鬥球，以對抗邪惡的外星病毒。 然而，當他們沒有與病毒戰鬥時，他們便不負責任的使用他們的戰鬥球，時常帶給他們一些麻煩的災害。
- 博愛 （配音：英文：Matt Hill/台灣：錢欣郁）：藍色戰鬥球的擁有者，這讓他能瞬間移動、實行读心术以及增強他的自然感官等。當他用戰鬥球變身時，他的金色头发會變成蓝色。博愛是好棒棒天團的領導人，而通常也是團隊中的道德指標，但有時也會因為對小愛莓的感情而分心。
- 泰嗨 （配音：英文：Richard Ian Cox/台灣：賈文安）：红色战鬥球的主人，这使他能变身成各种动物。當他變身時，他的黑色的头发會變成红色。泰嗨是團隊中最自私和最不负责任的成員，經常使用他的戰鬥球來獲取自己的娛樂和個人利益，或提出讓團隊陷入困境的建議。
- 科科 （配音：英文：Tabitha St. Germain/台灣：穆宣名）：好棒棒天團唯一的女性成员，是小組中最具有科學和數學頭腦的人。科科擁有紫色的战斗球，它可以让她的控制自然因素的能力。當她變身時，她的黑色头发會變成紫色。
- 阿蟑（英文配音Tabitha St. Germain）；最矮的好棒棒天團成员。 阿蟑擁有绿色战斗球，讓他擁有飛行和變大他的拳頭的能力。 當他變身時，他的红色头发變成綠色。 他是最无私和最天真的成员，虽然他也是最无知和最好騙的一個。 他通常不是的团队的战略家，但偶尔也会有不錯的想法，例如发现战斗球能结合起来，變成一辆汽车。

### 其它角色
- 萌納克(萌)（配音：英文：待查/台灣：陳進益）：禪的夥伴，綠色外星人，在兩人中個性較溫和，並熱衷於烹飪與地球文化，賦予天團他們的超能力並訓練他們。
- 禪布拉(禪)：萌的夥伴，藍色外星人，在兩人中較為固執，有時也和會萌一樣幼稚。和萌一起訓練天團。兩人有者著如兄弟般的友誼，但常為一些小事爭執。
- XR4Ti：控制萌和禪的太空船的人工智慧機器人，通常十分理性。
- 小愛苺：博愛暗戀的對象，博愛以變身型態在一次舞會上救出她之後，喜歡上他的超級英雄分身。
- 南喬：天團們的同班同學，有著高大的身材和卓越的運動能力，常常找天團們麻煩，不太聰明而且常常生氣。
- 校長：天團們的學校校長，對他們的行動有些懷疑。